# Невский адмирал
«Не́вский адмира́л» — при Петре I звание, данное комиссару, начальствовавшему над Невским флотом, образованным Петром, чтобы приучить обывателей Петербурга к плаванию по окружающим город водам.
Указом 1718 года повелевалось обывателям завести гребные суда, для изготовления которых на Фонтанке у Летнего сада была особая верфь. Каждое воскресенье все суда по пушечному выстрелу выходили в Большую Неву и под командою комиссара часа 2-3 упражнялись в движениях. Не прибывшие или не приславшие вместо себя своих людей подвергались штрафу, начиная с трёх рублей.

## Подробнее
Пётр Великий, стремясь приучить россиян к неустрашимому плаванию на водах, раздал в 1718 году петербургским жителям разного сословия бесплатно парусные и гребные судна, вместе с принадлежностями и с условием, что в случае обветшания их починят или сделают новые. И устроил на Фонтанке у Летнего сада верфь, которая была названа партикулярной, а заботу о ней поручил комиссару Потёмкину. В его обязанности входил осмотр судов трижды каждое лето, в назначенные сроки, и ремонт за счёт хозяев.
По воскресеньям и праздничным дням раздавался пушечный сигнал, по которому все выезжали на Большую Неву к назначенному комиссаром месту и, по его команде, упражнялись:
- 3,5 часа в мае,
- 4 часа в июне,
- 3,5 часа в июле,
- 3 часа в августе,
- 2,5 часа в сентябре,
- 2 часа в октябре.

Разъезжались после того, как комиссар спускал флаг на своём судне.
Хозяевам судов разрешалось присутствовать лично или нет, но обязательно посылать на упражнения детей, родственников или их людей под страхом взыскания: в первый раз три рубля, второй — 6, третий — 9 и т. д. Если же судно покидало место упражнений до спуска флага, штраф был половинным. Закон распространялся и на знатных особ, которым кроме того предписывалось иметь на каждом судне по одному учёному кормчему (тогда назывался «кормчик») и по два матроса.
Это объединение судов царь называл «Невским флотом», а начальствовавшего над ним комиссара — «невским адмиралом».